# In Your Honor
In Your Honor je peti studijski album američkog rock sastava Foo Fighters, objavljen 14. lipnja 2005.
Ovo je ujedno i njihov drugi najprodavaniji album nakon The Colour and the Shape, albuma iz 1997. Sastoji se od dva diska; na drugom su sve pjesme akustične. 

## Popis pjesama
Sve pjesme su napisali Foo Fightersi, osim gdje je drugačije navedeno.

### Prvi disk
1. "In Your Honor" – 3:50
2. "No Way Back" – 3:17
3. "Best of You" – 4:16
4. "DOA" – 4:12
5. "Hell" – 1:57
6. "The Last Song" – 3:19
7. "Free Me" – 4:39
8. "Resolve" – 4:49
9. "The Deepest Blues Are Black" – 3:58
10. "End Over End" – 5:56

### Drugi disk
1. "Still" – 5:15
2. "What If I Do?" – 5:02
3. "Miracle" – 3:29
4. "Another Round" – 4:25
5. "Friend of a Friend" (Dave Grohl) – 3:13
6. "Over and Out" – 5:16
7. "On the Mend" – 4:31
8. "Virginia Moon" – 3:49
9. "Cold Day in the Sun" – 3:20
10. "Razor" (Dave Grohl) – 4:53

## Produkcija

### Foo Fighters
- Dave Grohl – vokal, prateći vokal, ritam gitara, bubnjevi na  "Cold Day in the Sun"
- Chris Shiflett – gitara
- Nate Mendel – bas-gitara
- Taylor Hawkins – bubnjevi, udaraljke, vokal na "Cold Day in the Sun"

### Dodatni glazbenici
- Joe Beebe – gitara na "Virginia Moon"
- Danny Clinch – harmonika na "Another Round"
- Petra Haden – violina na "Miracle"
- Josh Homme – gitara na "Razor"
- Rami Jaffee – klavijature na "Still", "What If I Do?", "Another Round", "Over and Out", "On the Mend" i "Cold Day in the Sun"
- John Paul Jones – klavir na "Miracle", mandolina na "Another Round"
- Norah Jones – vokal i klavir na "Virginia Moon"
- Nick Raskulinecz – kontrabas na "On the Mend", bas na "Cold Day in the Sun"

## Nominacije za Grammy
Album je bio nominiran za čak 5 Grammyja:
- Najbolji rock album
- Najbolju rock pjesmu - za "Best of You"
- Najbolju vokalnu pop suradnju - za "Virginia Moon"
- Najbolji albuma Surround zvuka
- Najbolju rock izvedbu u duetu ili grupi s vokalom - za "Best of You"